# Zanthoxylum pseudoxyphyllum
Zanthoxylum pseudoxyphyllum är en vinruteväxtart som beskrevs av C.R. Babu. Zanthoxylum pseudoxyphyllum ingår i släktet Zanthoxylum och familjen vinruteväxter. Inga underarter finns listade i Catalogue of Life.